# Olkiewicze
Olkiewicze (biał. Волькавічы; ros. Вольковичи) − wieś na Białorusi, w obwodzie grodzieńskim, w rejonie oszmiańskim, w sielsowiecie Nowosiółki.

## Historia
W czasach zaborów wieś i folwark w okręgu wiejskim Nowosiółki, w gminie Kucewicze, w powiecie oszmiańskim, w guberni wileńskiej Imperium Rosyjskiego. W 1866 roku wieś liczyła 95 mieszkańców w 6 domach, należała do dóbr Nowosiółki, własność Czapskich. W 1905 roku wieś liczyła 77 mieszkańców, 108 dziesięcin; folwark liczył 11 mieszkańców, 40 dziesięcin, własność Szczepanowicza.
W latach 1921–1945 wieś leżała w Polsce, w województwie wileńskim, w powiecie oszmiańskim, w gminie Kucewicze.
W 1931:
- wieś w 15 domach zamieszkiwało 97 osób[3].
- folwark  w 1 domu zamieszkiwało 6 osób[3].

Wierni należeli do parafii rzymskokatolickiej i prawosławnej w Oszmianie. Miejscowość podlegała pod Sąd Grodzki w Oszmianie i Okręgowy w Wilnie; właściwy urząd pocztowy mieścił się w Oszmianie.
Po II wojnie światowej w granicach Związku Sowieckiego. Od 1991 w niepodległej Białorusi.